# 542 Susanna
Susanna (asteroide 542) é um asteroide da cintura principal com um diâmetro de 41,57 quilómetros, a 2,4970795 UA. Possui uma excentricidade de 0,140981 e um período orbital de 1 810,25 dias (4,96 anos).
Susanna tem uma velocidade orbital média de 17,46939782 km/s e uma inclinação de 12,06846º.
Esse asteroide foi descoberto em 15 de Agosto de 1904 por Paul Götz e August Kopff.